# Seward (Kansas)
Seward is een plaats (city) in de Amerikaanse staat Kansas, en valt bestuurlijk gezien onder Stafford County.

## Demografie
Bij de volkstelling in 2000 werd het aantal inwoners vastgesteld op 63.
In 2006 is het aantal inwoners door het United States Census Bureau geschat op 60, een daling van 3 (-4,8%).

## Geografie
Volgens het United States Census Bureau beslaat de plaats een oppervlakte van
0,6 km², geheel bestaande uit land. Seward ligt op ongeveer 582 m boven zeeniveau.

## Plaatsen in de nabije omgeving
De onderstaande figuur toont nabijgelegen plaatsen in een straal van 24 km rond Seward.